# Athabascasaurus
Athabascasaurus es un género de ictiosaurio oftalmosáurido que vivió en Alberta, Canadá durante el Cretácico Inferior.

## Descripción
Athabascasaurus es conocido a partir del holotipo TMP 2000.29.01, un esqueleto postcraneal articulado casi completo y un cráneo casi completo preservados en vista dorsal, aunque carece del premaxilar. Fue recolectado en 2000 en la zona oeste de la Base Minera Syncrude cerca de Ft. McMurray, en el Miembro Wabiskaw de la Formación Clearwatern, que data de principios del Albiense en el Cretácico Inferior, hace cerca de 112 millones de años. Análisis cladísticos recientes encontraron que estaba cercanamente relacionado con "Platypterygius" australis, y fue por tanto incluido en la subfamilia Platypterygiinae.

## Etimología
Athabascasaurus fue nombrado originalmente por Patrick S. Druckenmiller y Erin E. Maxwell en 2010 y la especie tipo es Athabascasaurus bitumineus. El nombre del género se deriva del río Athabasca, el cual corre a través del área de las arenas de alquitrán de Athabasca, en donde se halló el holotipo, y de sauros, el término griego para "lagarto". El nombre de la especie se refiere al hecho de que fue recuperado en una mina de arenas de alquitrán.